# Гульєльмо Гонзага
Гульєльмо Гонзага (італ. Guglielmo Gonzaga; 24 квітня 1538 — 14 серпня 1587) — 3-й герцог Мантуї в 1550—1587 роках, 1-й герцог Монферратський в 1574—1587 роках. За його панування герцогський двір в Мантуї став одним з найвишуканіших, заможних і престижних у Європі.

## Життєпис
Походив з Дому Гонзага. Другий син Федеріко II, герцога Мантуї, і Маргарити Палеолог, маркграфині Монферратської. Народився 1538 року в Мантуї. 1550 року після смерті старшого брата Франческо III на полюванні успадкував Мантуанське герцогство і Монферратське маркграфство.
За Като-Камбрезьким мирним договором 1559 року, що завершив Італійські війни, був підтверджений його титул маркіза Монферрата.
1561 року пошлюбив Елеонору Австрійську, доньку імператора Фердинанда I Габсбурга. Внаслідок інтриг його стрийка кардинала Ерколе Гонзага, стосунки герцога Гульєльмо з папою римським Пієм IV погіршилися. У 1569 році в маркграфстві відбулося повстання з вимогою автономії, але герцог жорстко покарав ворохобників в Казале. У 1574 році статус Монферратського маркграфства був підвищений до герцогства.
Гульєльмо протегував художникам, музикантам, зокрема Джованні П'єрлуїджі да Палестрині та Ж'яш де Верту. Сам колекціонував твори мистецтва. Реформував і зміцнив армію. Зміг зберегти незалежність своїх володінь. Збільшив сільськогосподарське і промислове виробництво, домігся підвищення торгового обороту Мантуї.
У 1571 році герцог відвідав Венецію, де уклав угоду про взаємну екстрадицію злочинців. 1573 року отримав імперське маркграфство Гаццуоло. 1574 року в Мануї зустрічав Генріха Валуа, що втік з Речі Посполитої, щоби стати королем Франції. 1575 року домігся важливої поступки від імператора Максиміліана II, який дозволив дому Гонзага змінити герб — положення орлів змінилося, їх голови стали дивитися один на одного. 1576 року його брат Людовико висунув претензії на частину спадщини, але 1578 року Гульєльмо отримав підтримку з боку іспанського королівського двору.
У 1586 році в Феррарі, під час весілля його дочки Маргарити і Альфонсо II д'Есте, домігся звільнення з в'язниці поета Торквато Тассо, якого запросив до свого двору.
На його замовлення були побудовані базиліка Санта Барбара і заміські резиденції в Марміроло і Гойти.
Помер в 1587 році в Гойти, залишивши у скарбниці 1 млн золотих скудо. Був похований в базиліці Санта-Барбара. Спадкував син Вінченцо I.

## Родина
Дружина — Елеонора, донька Фердинанда І
Діти:
- Вінченцо (1562—1612) — герцог Мантуї і Монферрата
- Маргарита (1564—1618) — дружина Альфонсо II д'Есте, герцога Феррари;
- Анна Катерина (1566—1621) — дружина ерцгерцога Фердинанда II Габсбурга, правителя Передньої Австрії і Тироля